# (5465) Чумаков
(5465) Чумаков (лат. Chumakov) — типичный астероид главного пояса, который был открыт 9 сентября 1986 года советским астрономом Людмилой Карачкиной в Крымской астрофизической обсерватории и назван в честь советского вирусолога Героя Социалистического Труда Михаила Чумакова.

Орбита астероида Чумаков и его положение в Солнечной системе